# Johann Wempe
Johann Wempe (geb. 31. Dezember 1906 in Bremen; gest. 29. Mai 1980) war ein deutscher Astronom.
Schon während seiner Schulzeit interessierte sich Wempe für Astronomie und besuchte Abendkurse.
Wempe studierte Mathematik, Physik und Astronomie in Göttingen. 1932 promovierte er über das Thema „Beiträge zur photographischen Spektralphotometrie“, 1936 wurde er wissenschaftlicher Assistent an der Landessternwarte Heidelberg-Königstuhl. Dort widmete er sich der Erforschung photometrischer Doppelsternsysteme und Kleinplaneten. Der Kleinplanet (1950) Wempe wurde nach ihm benannt.
1938 zog Wempe nach Jena, 1944 nach Potsdam, wo er seine Habilitation fertig stellte. Zusammen mit seinem Doktorvater Hans Kienle, dem Leiter des dortigen  Astrophysikalischen Observatoriums, arbeitete Wempe bis 1947 als Dozent. 1948 wurde er als Professor an die Berliner Humboldt-Universität berufen.
Hans Kienle gab 1947 bis 1951 Band 275 bis 279 der Astronomischen Nachrichten heraus, während Wempe als Schriftleiter fungierte. 1951 übernahm Wempe ab Band 280 die Herausgabe, die er 22 Jahre lang beibehielt.
Am 29. Mai 1980 starb der unverheiratete Wempe im Alter von 73 Jahren als Direktor des Astrophysikalischen Observatoriums in Potsdam. Ihm zu Ehren vergibt das Leibniz-Institut für Astrophysik Potsdam den Johann-Wempe-Preis, der aus Mitteln aus der Hinterlassenschaft Wempes finanziert wird.